# Église Saint-Nicolas-de-Véroce

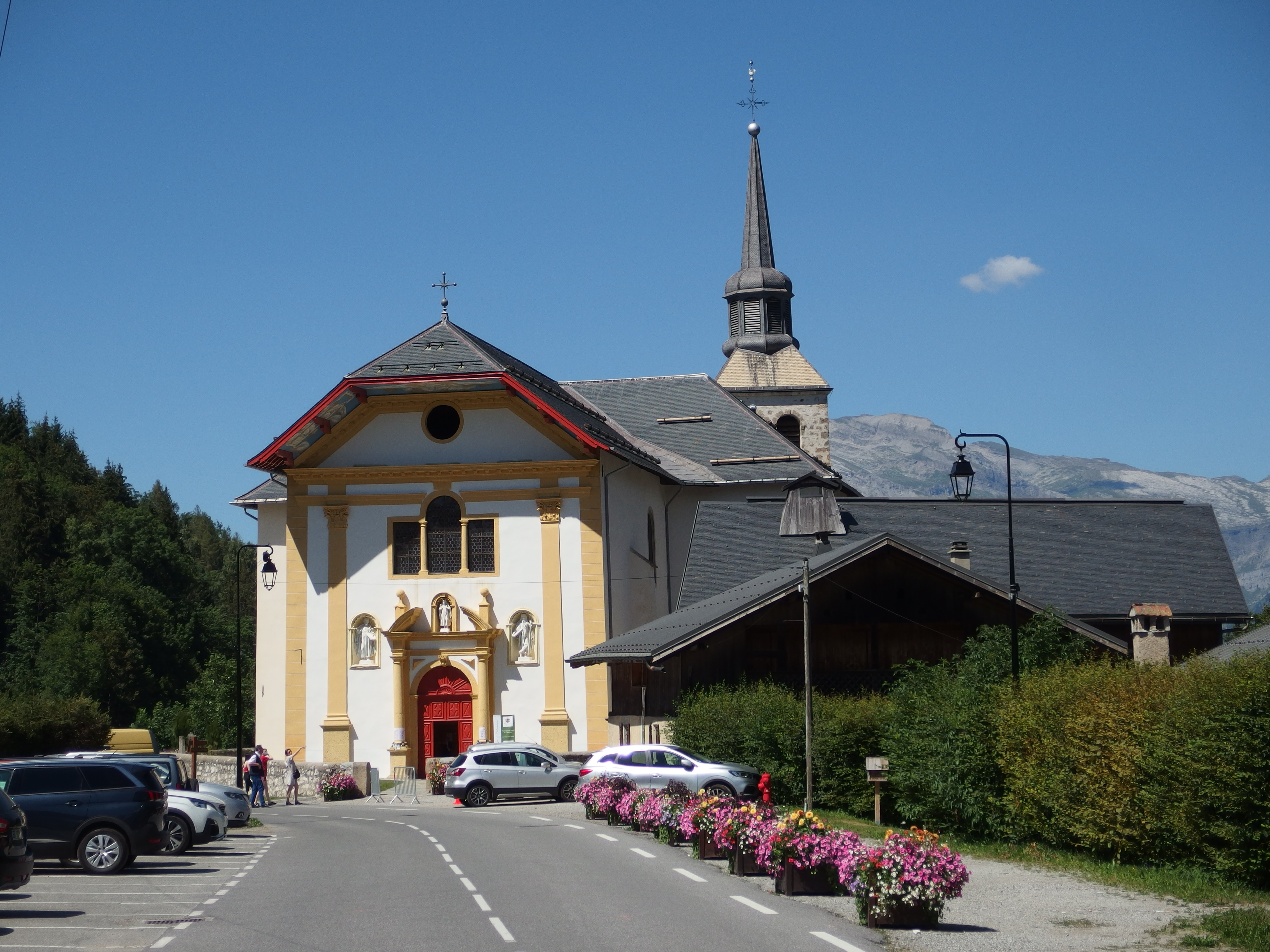
De kerk van Saint-Nicolas-de-Véroce

De Église Saint-Nicolas-de-Véroce is een rooms-katholieke kerk in het dorp Saint-Nicolas-de-Véroce in de Franse gemeente Saint-Gervais-les-Bains, in het departement Haute-Savoie. De oudste vermelding ervan dateert uit 1280. Het huidig barokke bouwwerk werd in 1725 neergezet. De kerk is toegewijd aan de heilige Nicolaas van Myra. Ze is sinds 2006 geklasseerd als monument historique.